# Microcachrys tetragona
Microcachrys tetragona – gatunek krzewinki z rodziny zastrzalinowatych (Podocarpaceae). Reprezentuje monotypowy rodzaj Microcachrys. Należy do najmniejszych roślin nagozalążkowych – osiąga 10–30 cm wysokości. Jest endemitem Tasmanii, gdzie rośnie w górach w środkowej, zachodniej i południowej części wyspy. W przeszłości był rozpowszechniony na wszystkich kontynentach półkuli południowej – jest przykładem paleoendemitu. Współcześnie mimo ograniczonego areału jest gatunkiem lokalnie rozpowszechnionym w piętrze roślinności alpejskiej. Rośnie na skałach i mokradłach torfowiskowych, często w zbiorowiskach z roślinami poduszkowymi, nierzadko w towarzystwie innych nagozalążkowych. Ze względu na stabilne i duże zasoby uważany jest za gatunek najmniejszej troski (LC).
Gatunek jest bardzo rzadko uprawiany w kolekcjach botanicznych, aczkolwiek polecany jest do ogrodów skalnych na obszarach o łagodnym klimacie umiarkowanym. Mięsiste szyszki są jadalne.

## Morfologia

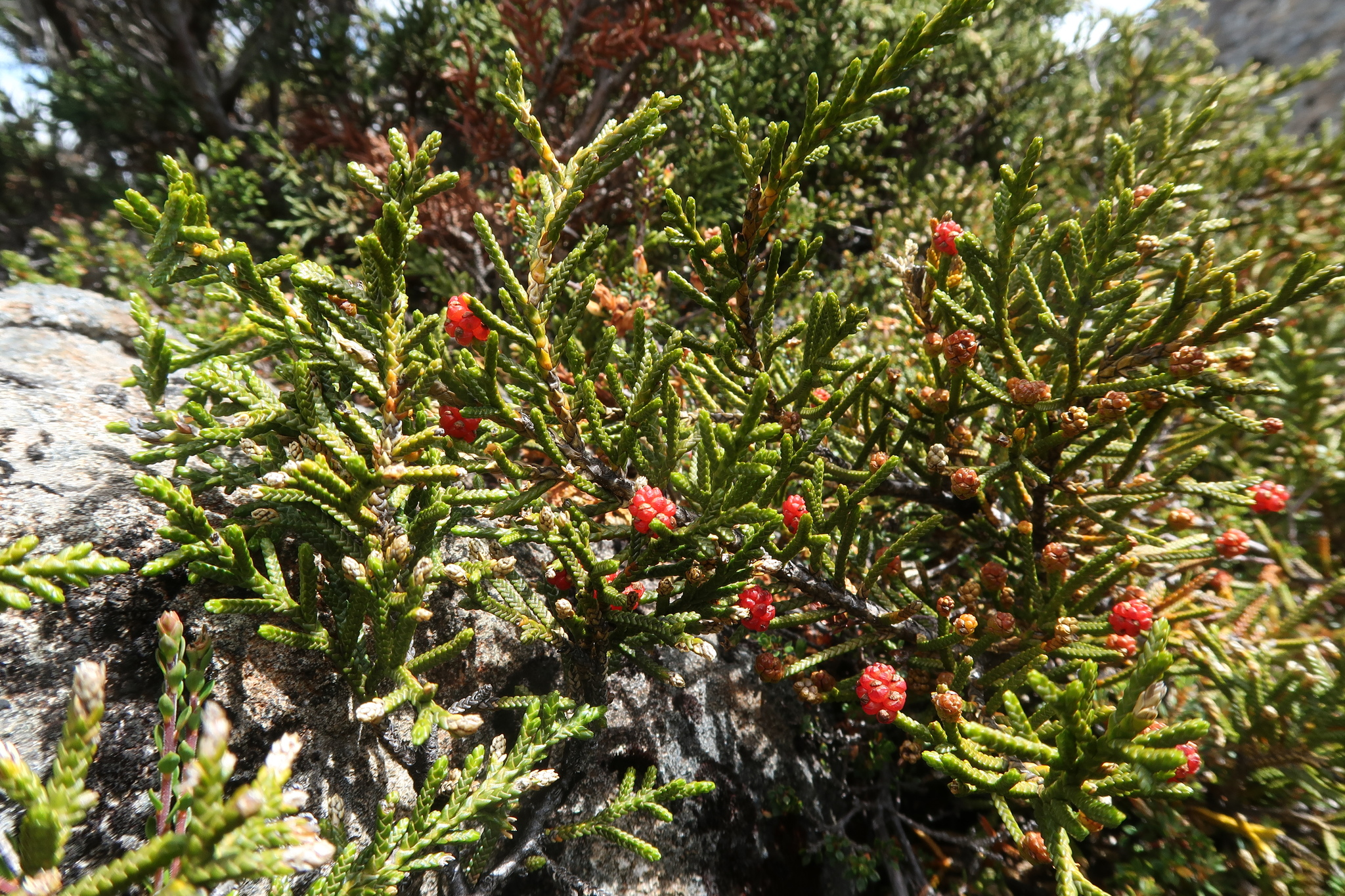
Pokrój

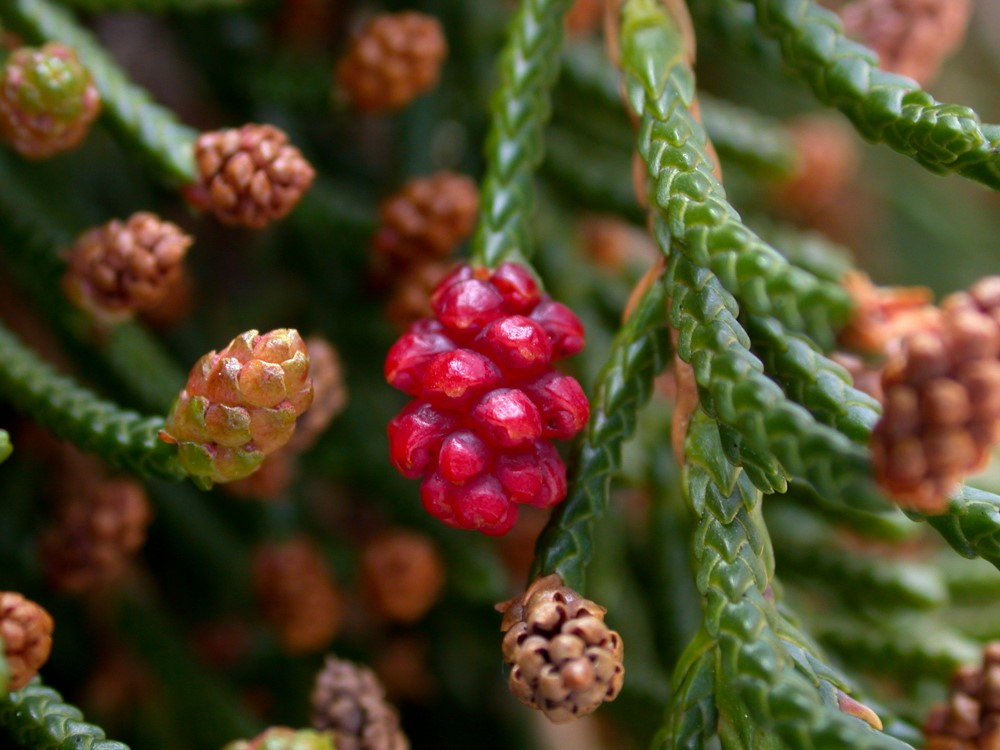
Dojrzała szyszka żeńska

PokrójKrzewinka o pędach płożących, osiągająca do 10–30 cm wysokości, przy czym główny pęd osiąga do 1 m długości, zwykle jest silnie rozgałęziony i wężowato powyginany. Końcowe, ulistnione gałązki są czterokanciaste (przypominają rośliny z rodziny cyprysowatych Cupressaceae), starsze pędy pokryte są gładką korą.
LiścieŁuskowate, nakrzyżległe, trójkątne, o wymiarach 1–1,5 na 1 mm, przylegające do pędów, na długopędach osiągają do 5 mm długości i są lancetowate, w końcowych odcinkach pędów nieco odstają. Mają barwę ciemnozieloną, na końcu są zaostrzone.
Organy generatywneRoślina jednopienna, okresowo dwupienna. Kwiaty męskie skupione w jajowate strobile na końcach pędów, zwykle mniej lub bardziej wygięte, osiągające do 4 mm długości. U nasady każdej z silnie zagiętych łusek znajdują się dwa woreczki pyłkowe. Pyłek u tego rodzaju jest drobny i trójworeczkowy, w przeciwieństwie do wszystkich innych zastrzalinowatych o pyłku dwuworeczkowym. Strobile żeńskie tworzą się także na końcach pędów (zwykle na odrębnych gałązkach niż strobile męskie) i osiągają do 8 mm długości; składają się z ok. 20 spiralnych, zaokrąglonych i w czasie dojrzewania mięsistych i czerwono zabarwionych łusek. U nasady każdej z nich rozwija się pojedyncze nasiono.
NasionaSzerokojajowate, lekko spłaszczone, o długości 1,5 mm, u nasady otoczone przez szkarłatną osnówkę.

## Biologia i ekologia

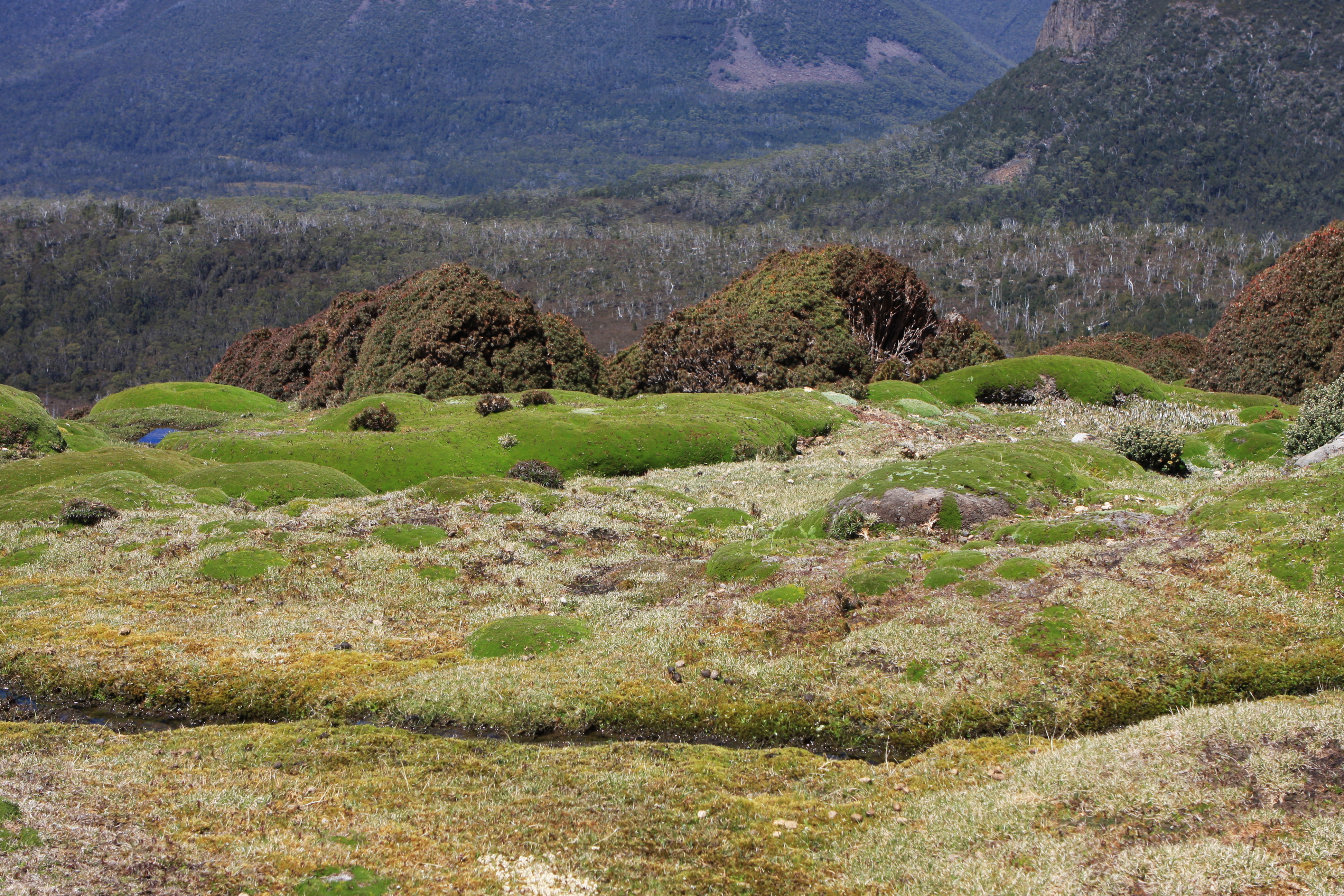
Poduszkowa roślinność alpejska w Cradle Mountain NP – siedlisko gatunku

Jest gatunkiem lokalnie rozpowszechnionym w piętrze roślinności alpejskiej powyżej 1000 m n.p.m., ale notowany jest i niżej od ok. 700 m n.p.m. Średnia temperatura roczna w obszarze występowania wynosi 8 °C, a temperatura najzimniejszego miesiąca to 0 °C (gatunek opisywany jest jako mogący rosnąć w 8 strefie mrozoodporności). Roczne opady wynoszą 1600 mm.
W wielu miejscach pokrywa na dużych powierzchniach skały i mokradła torfowiskowe. Często rośnie w zbiorowiskach z roślinami poduszkowymi, głównie z Donatia novae-zelandiae, nierzadko w towarzystwie innych nagozalążkowych, takich jak: Podocarpus lawrencei, Diselma archeri i Pherosphaera hookeriana. Nasiona rozprzestrzeniane są przez kurawongę tasmańską i inne ptaki.
Ze względu na stabilne i duże zasoby uważany jest za gatunek najmniejszej troski (LC).

## Systematyka i pochodzenie
Gatunek ze współcześnie monotypowego rodzaju Microcachrys J.D. Hooker, London J. Bot. 4: 149. 1845 z rodziny zastrzalinowatych Podocarpaceae.
Tradycyjnie wskazywany był jako blisko (siostrzanie) spokrewniony z rodzajem Pherosphaera, ale w istocie reprezentuje izolowaną linię o długiej historii, sięgającej do mezozoiku. Gatunek jest jednym z wybitniejszych przykładów paleoendemitu – współcześnie o bardzo ograniczonym zasięgu, w przeszłości był szeroko rozpowszechniony na półkuli południowej – jego charakterystyczny pyłek znajdowany był na Antarktydzie, w Australii, Nowej Zelandii, w Ameryce Południowej, Afryce i na zatopionych współcześnie wyspach Grzbietu Wschodnioindyjskiego.